# 미 포르투나 에스 아마르테
《미 포르투나 에스 아마르테》(스페인어: Mi fortuna es amarte)는 2021년 방영된 멕시코의 텔레노벨라이다.